# Digiscoping

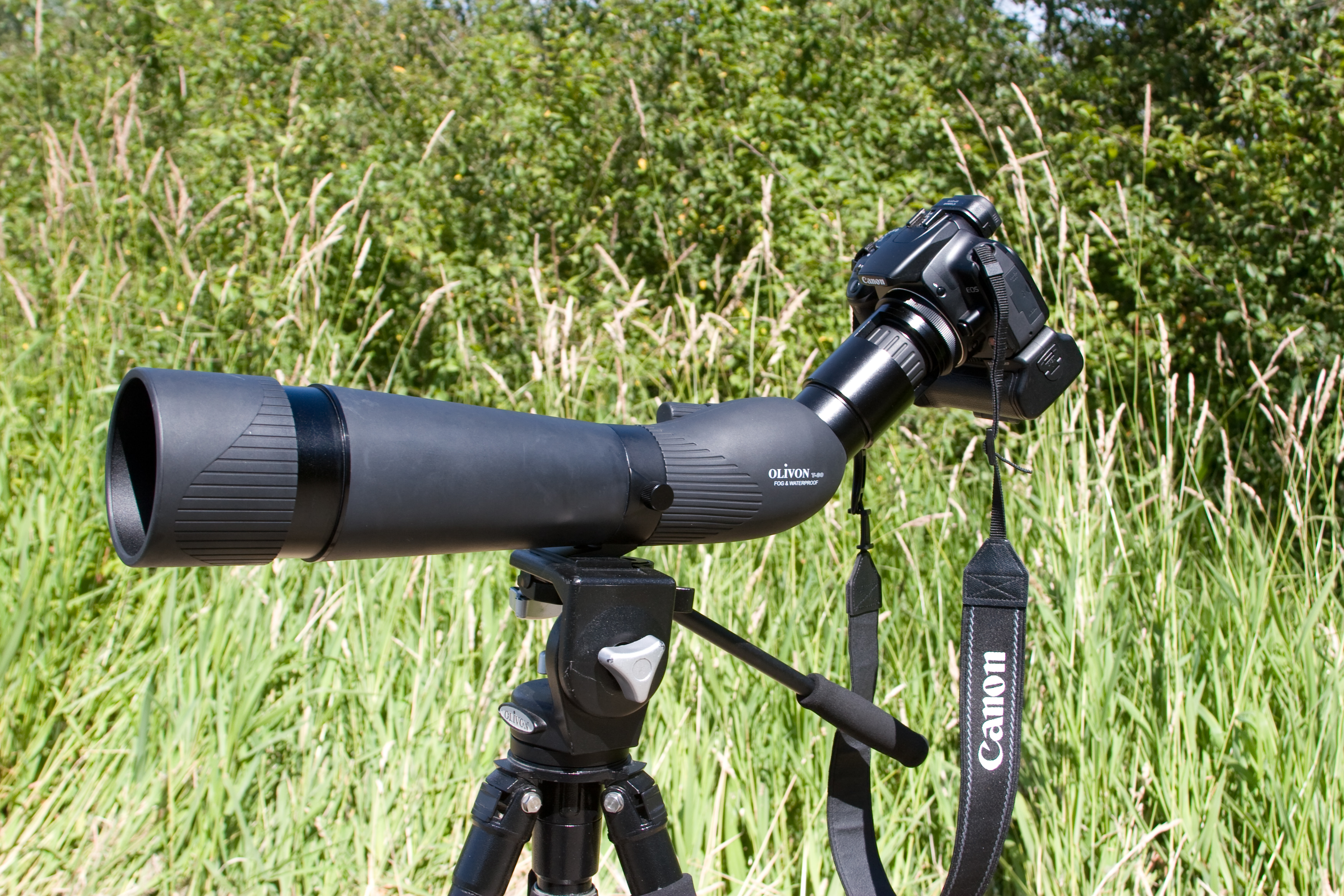
En spegelreflex kamera med adapter på tubkikare.

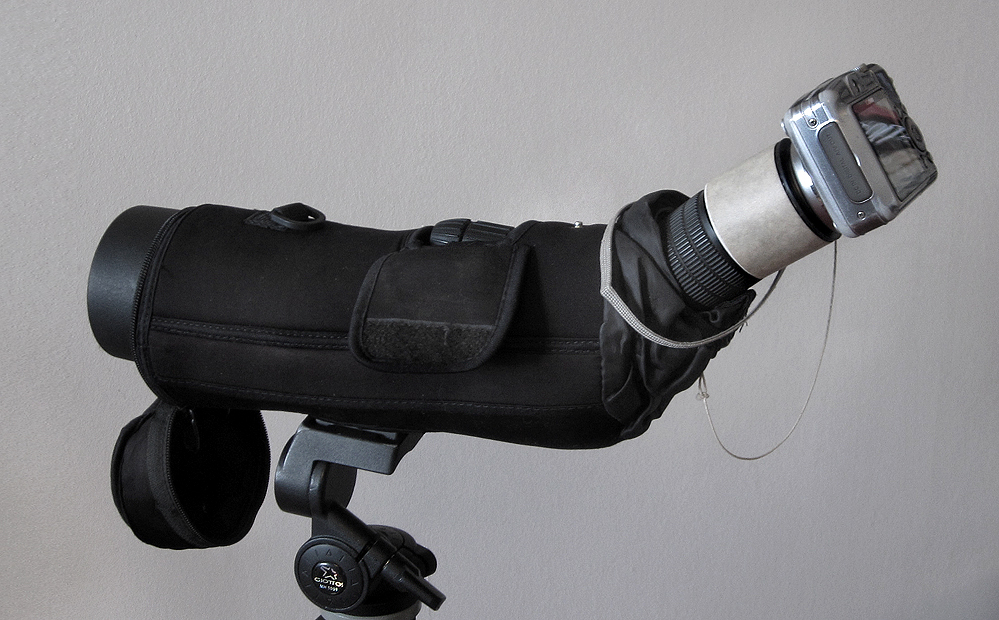
En tubkikare med pocketkamera och en mycket enkel hemtillverkad adapter, ett plaströr som passar över okularet och anpassad så att kamerans objektiv är centrerat och sitter säkert i andra ändan. Denna typen av adapter är snabb att använda, och lätt ta av när man ska observera eller ta en bild utan tuben.

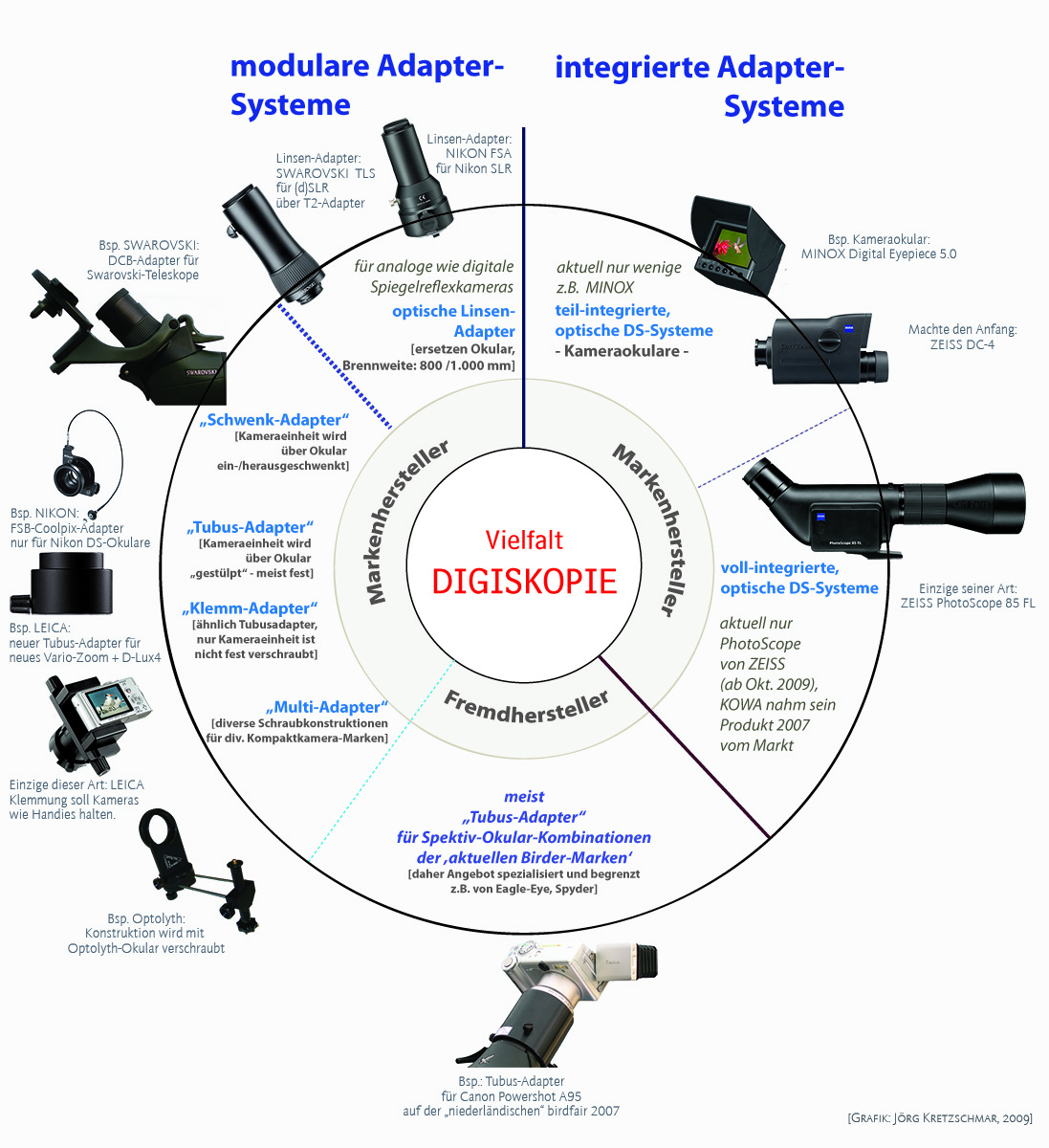
Exempel på olika typer av adaptrar. Till höger på planschen syns en tubkikare med inbyggd kamera.

Digiscoping (nyord för afokal fotografi) är tekniken att fotografera med digitalkamera genom en kikare. Tekniken gör det möjligt att för en förhållande vis låg kostnad uppnå de mycket stora brännvidder som erfordras för att fotografera objekt på stora avstånd, vanligen vilda djur, bland dessa är fåglar de absolut vanligaste. Digiscoping är därför sedan ett tiotal år vida spritt bland fågelskådare. Ordet digiscope är en sammanslagning av engelskans "digital camera" och "spotting scope" (tubkikare); på svenska säger man digiscopa[källa behövs].
För att digiscopa behövs en kikare, helst en tubkikare monterad på stativ, och en digitalkamera med eller utan adapter. Utan adapter krävs att man handhåller kamerans objektiv mot kikarens okular, på displayen syns då motivet som kikaren riktats mot och det är bara att trycka av, eller börja filma. Med adapter är kameran monterad med objektivet mot kikarens okular och därmed också perfekt centrerad mot det samma. Detta underlättar för fotografen att koncentrera sig på motivet, och båda händerna är fria att rikta om kikaren. Det är också möjligt att digiscopa med handkikare, man håller då kameran mot kikarens ena okular.
Brännvidden som erhålls med digiscoping bestäms av tre värden: kamerans brännvidd, kikarens förstoringsgrad och vinjetteringsvärdet. Moderna tubkikare har variabel förstoringsgrad, som regel 20–60 gånger medan handkikare har fast förstoringsgrad, vanligen 8 eller 10 gånger. Digitalkameror har zoomobjektiv med brännvidder mellan allt från 18mm - till flera hundra mm. Formeln för beräkning av brännvidden är då, objektivets brännvidd X vinjetterings värdet (1,7) × förstoringsgraden. Exempel, 28 mm × 1,7 × 20 ggr = 952 mm. Genom att ändra kamerans brännvidd, kikarens förstoringsgrad, eller en kombination av båda, kan brännvidder från cirka 1000 mm till flera tusen mm erhållas.
Digiscopetekniken har tillskrivits Laurence Poh, en ornitolog från Malaysian Nature Society, som i februari 1999 av en slump tog sin enkla digitala pocketkamera och höll den mot okularet på sin tubkikare, och fick bra resultat. Han spred sin "upptäck" via fågelforum på internet, en forummedlem, den franska ornitologen Alain Fossé, myntade namnet "digiscoping" för att beskriva tekniken. 
Tack vare teknikens popularitet och snabba spridning fanns de första adaptrarna att köpa redan 2002, och idag finns ett stort utbud av adaptrar för både smartphones, pocket, kompakt och spegelreflex kameror, några tillverkare har även tubkikare med inbyggd kamera vilken gör det möjligt att enkelt både observera och fotografera/filma på samma gång.

## Galleri

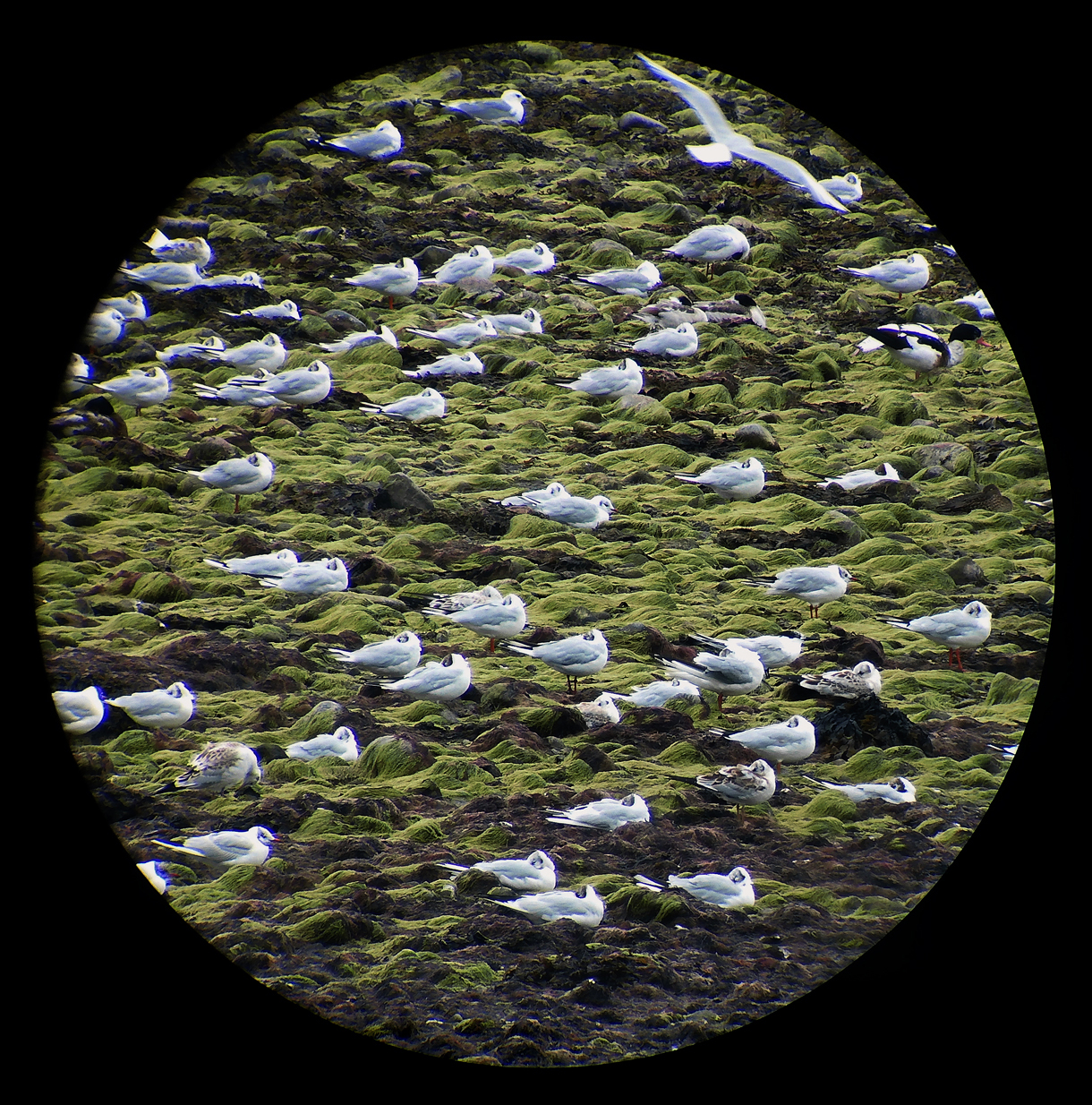
En typisk obeskuren digiscope bild, kikaren har 20 gångers förstoring och kamerans brännvidd är 24 mm, distans till motivet är ca 90 meter.
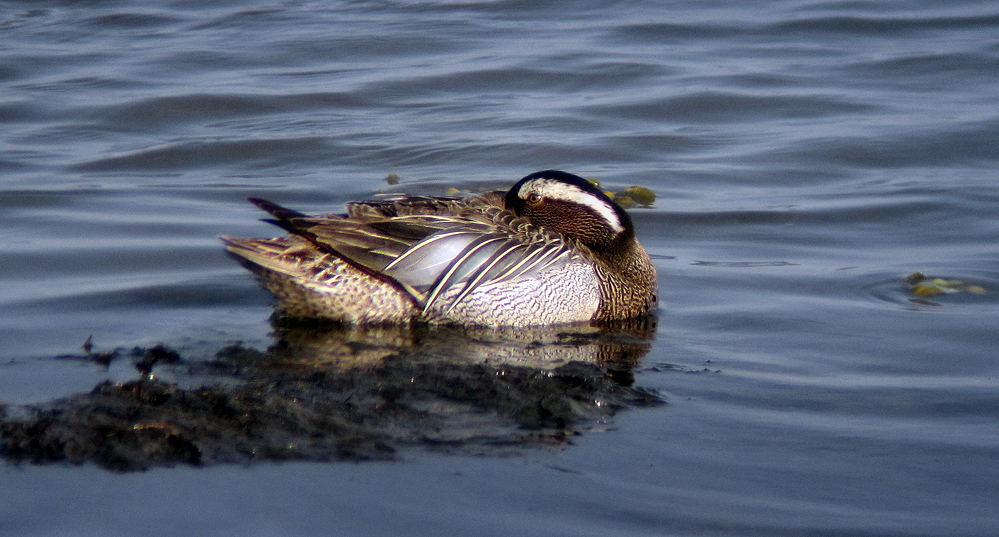
Exempel på film med digiscopeteknik. Storskarvar filmade på ca 180 meter med en enkel pocketkamera och tubkikare (utrustningen ovan).
- En Årta digiscopad på ca 60 meter med en enkel pocketkamera och tubkikare (utrustningen ovan).